# Discípulos de las 36 cámaras del Shaolín
Discípulos de las 36 cámaras del Shaolín (en cantonés: 大小喇嘛, Disciples of the 36th Chamber) es una película hongkonesa de artes marciales dirigida por Lau Kar-Leung y producida por Shaw Brothers Studio. Es la tercera entrega de la trilogía iniciada con Las 36 cámaras del Shaolín (1978) y continuada con La vuelta a las 36 cámaras del Shaolín (1980).

## Sinopsis
Fong Sai-Yuk, un joven rebelde e impulsivo, se enfrenta a las fuerzas manchúes en la provincia de Guangdong. Su comportamiento irresponsable lleva a su madre a enviarlo al Templo Shaolín, donde se encuentra con San Te, el monje legendario. Allí comienza un proceso de transformación a través del entrenamiento físico y espiritual.

## Reparto principal
- Gordon Liu como San Te
- Hsiao Ho como Fong Sai-Yuk
- Lily Li como la madre de Fong
- Leung Kar-Yan
- Hou Hsiao

## Contexto y estilo
A diferencia de sus predecesoras, esta entrega combina acción con elementos de comedia juvenil. La figura de San Te se mantiene como símbolo de disciplina, pero la atención narrativa recae más en el joven protagonista y su evolución personal.

## Recepción
Aunque no alcanzó el mismo nivel de aclamación crítica que la primera entrega, Discípulos de las 36 cámaras del Shaolín fue bien recibida por el público y es considerada una conclusión entretenida y dinámica de la trilogía.

## Legado
La trilogía completa es vista como un referente dentro del cine de kung-fu, y esta última parte se valora especialmente por su retrato del aprendizaje a través del fracaso y la humildad.